# ريتشارد جونسون (لاعب كرة قدم أمريكية)
ريتشارد جونسون (بالإنجليزية: Richard Johnson)‏ هو لاعب كرة قدم أمريكية أمريكي، ولد في 19 أكتوبر 1961 في لوس أنجلوس في الولايات المتحدة.

## وصلات خارجية
- ريتشارد جونسون على موقع مرجع كرة القدم المحترفة.كوم (الإنجليزية)